# Циолково
Циолково — село в Польше, расположенное в Мазовецком воеводстве, в Плоцком повяте, в гмине Радзаново.
| SIMC    | Имя               | Тип           |
| ------- | ----------------- | ------------- |
| 0573523 | Циолково Шлачекке | часть деревни |

Во времена Царства Польского здесь была гмина Циолково. В 1954—1959 годах деревня принадлежала и была резиденцией властей гмины Циолково, после её упразднения в гмине Рогозино. В 1975—1998 годах город административно относился к Плоцкому воеводству.
22 января 1863 года в селе произошла стычка под Циолковом, ставшая первым столкновением Январского восстания. Отряд повстанцев под командованием Александра Рогалинского, направлявшийся из Варшавы в сторону Плоцка, столкнулся с ротой русского Муромского полка под командованием полковника Козланинова. Русские пехотинцы и сам Козланинов погибли при атаке косиньеров.

## Спорт
В Циолково есть основанный в 1981 году футбольный клуб ULKS Ciółkowo. В сезоне 2017/2018 клуб выступал в классе А в группе Плоцка .